# Архиепархия Дили
Архиепархия Дили (лат. Archidioecesis Diliensis) — архиепархия Римско-католической церкви с центром в городе Дили, Восточный Тимор. В митрополию Дили входят епархии Баукау и Мальяны. Кафедральным собором архиепархии является церковь Непорочного Зачатия Пресвятой Девы Марии в городе Дили.

## История
4 сентября 1940 года Папа Римский Пий XII издал буллу «Sollemnibus Conventionibus», которой учредил епархию Дили, выделив её из епархии Макао. В этот же день епархия Дили вошла в митрополию Гоа и Дамана.
С 1 января 1976 года епархия Дили стала подчиняться непосредственно Святому Престолу.
30 ноября 1996 года и 30 января 2010 года епархия Дили передала часть своей территории для возведения новых епархий Баукау и Мальяны.
11 сентября 2019 года Папа Римский Франциск возвёл епархию Дили в ранг архиепархии-митрополии.

## Ординарии епархии
- епископ Jaime Garcia Goulart (12.10.1945 — 31.01.1967);
- епископ José Joaquim Ribeiro (31.01.1967 — 22.10.1977);
  - епископ Карлуш Филипе Шименеш Белу (21.03.1988 — 26.11.2002) — апостольский администратор;
  - епископ Basílio do Nascimento (26.11.2002 — 6.03.2004) — апостольский администратор, назначен епископом Баукау;
- епископ Alberto Ricardo da Silva (27.02.2004 — 9.02.2015).
  - епископ Basílio do Nascimento † (9.02.2015 — 30.01.2016) — апостольский администратор;
- кардинал Виржилиу ду Карму да Силва, S.D.B. (30.01.2016 — по настоящее время).

## Источник
- Annuario Pontificio, Ватикан, 2007.
- Булла Sollemnibus Conventionibus Архивная копия от 2 февраля 2020 на Wayback Machine, AAS 33 (1941), стр. 14 (лат.)